# Suimanga gegant
El suimanga gegant (Dreptes thomensis) és un ocell de la família dels nectarínids (Nectariniidae) i única espècie del gènere Dreptes (Barboza du Bocage, 1889).

## Hàbitat i distribució
Habita els boscos de les muntanyes de l'illa de São Tomé.